# Friendly Persuasion
Friendly Persuasion (llamada La gran tentación en Chile, y La gran prueba en España) es una película estadounidense dirigida por William Wyler. Ganadora de la Palma de Oro en el Festival de Cine de Cannes en 1957. Mezcla la comedia y el drama en un marco de western.

## Argumento
Jess Birdwell (Gary Cooper) es un granjero perteneciente a la comunidad cuáquera, opuesta a cualquier tipo de violencia, durante la guerra civil estadounidense. El hijo mayor de la familia, Josh (Anthony Perkins), desea alistarse en el ejército y eso sume en la tristeza a la familia.